# Cinetorhynchus reticulatus
Cinetorhynchus reticulatus är en kräftdjursart som beskrevs av Okuno 1997. Cinetorhynchus reticulatus ingår i släktet Cinetorhynchus och familjen Rhynchocinetidae. Inga underarter finns listade i Catalogue of Life.

## Bildgalleri

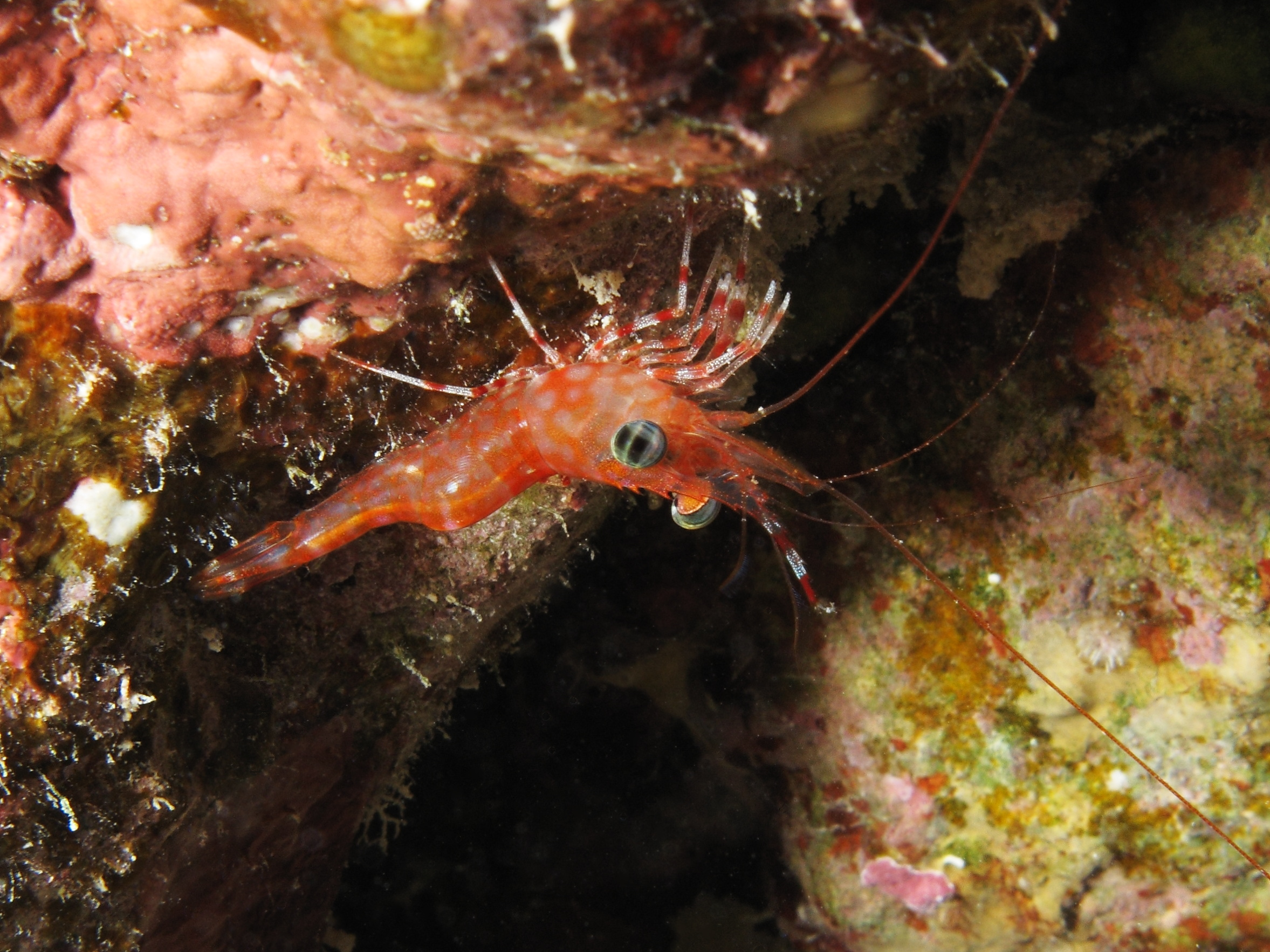